# عبد العزيز مجرشي (لاعب كرة قدم مواليد 1996)
عبد العزيز رشيد مجرشي لاعب كرة قدم سعودي ، يلعب في خط الوسط في نادي الجبلين.

## مسيرة اللاعب
بدأ مع الاتفاق و أعاره الاتفاق إلى نادي الفيحاء مطلع إلى 2018 و إلى نادي الباطن مطلع عام 2019 و إلى نادي الحزم في صيف 2019 و إنتقل إلى نادي ضمك في صيف 2020 وانتقل إلى نادي الجبلين في عام 2024.

## روابط خارجية
- عبد العزيز مجرشي على موقع قاعدة بيانات كرة القدم.إي يو (الإنجليزية)
- عبد العزيز مجرشي على موقع Soccerway.com (الإنجليزية)
- عبد العزيز مجرشي على موقع كووورة